# Doddakyathnahalli, Krishnarajpet
Doddakyathnahalli là một làng thuộc tehsil Krishnarajpet, huyện Mandya, bang Karnataka, Ấn Độ.